# Exit Eden
Exit Eden este o formație symphonic metal/rock/pop alcătuită din solistele vocale Amanda Somerville, Anna Brunner, Clémentine Delauney și Marina La Torraca. Formația interpretează versiuni symphonic metal ale unor cunoscute melodii pop și rock.

## Istoric
Trupa a fost formată în 2017 de solista americană Amanda Somerville (Avantasia, Alice Cooper, Epica), solista braziliană Marina La Torraca (Phantom Elite), solista franceză Clémentine Delauney (Visions of Atlantis, Serenity) și solista germano-americană Anna Brunner. Formația a început să posteze pe YouTube, în iulie 2017, primele videoclipuri ale albumului de debut Rhapsodies in Black, care au fost vizionate de mii de ori în câteva zile, promovând discul pe locul 15 în topurile muzicale de limbă germană.
Mai mulți muzicieni, ingineri de sunet și producători din scena metal, precum Simone Simons (Epica), Hardy Krech, Mark Nissen, Johannes Braun (Kissin’ Dynamite), Jim Müller (Kissin’ Dynamite), Sascha Paeth (Avantasia, Edguy, Kamelot), Evan K (Mystic Prophecy) au cooperat la lansarea albumului.

## Discografie

### Albume
- Rhapsodies in Black (2017) (Starwatch Entertainment/Napalm Records)

### Videoclipuri
- Unfaithful[8] (preluare Rihanna) (Starwatch Entertainment/Napalm Records)
- Impossible[9]
- Incomplete[10][11] (preluare Backstreet Boys) (Starwatch Entertainment/Napalm Records)
- Paparazzi[12]
- Total Eclipse of the Heart[13] (preluare Bonnie Tyler) (Starwatch Entertainment/Napalm Records)
- A Question of Time[14] (preluare Depeche Mode) (Starwatch Entertainment/Napalm Records)

## Membri
Membri actuali
- Amanda Somerville - voce (2017–prezent)
- Anna Brunner - voce (2017–prezent)
- Clémentine Delauney - voce (2017–prezent)
- Marina La Torraca - voce (2017–prezent)